# Thiamazol
Thiamazol ist eine chemische Verbindung aus den Gruppen der Imidazoline und Thioharnstoffe. Die Verbindung hemmt die Funktion der Schilddrüse und wird daher in der Medizin als Arzneistoff (Thyreostatikum) zur Behandlung einer Schilddrüsenüberfunktion (Hyperthyreose, Feline Hyperthyreose) eingesetzt.

## Wirkungsprinzip
Thiamazol hemmt die Bindung von Iod an das Enzym Thyreoperoxidase und unterbindet so die Bildung der aktiven Schilddrüsenhormone Thyroxin und Triiodthyronin.

## Kontraindikationen
Beim Menschen ist das Mittel bei Leberschäden und vorausgegangenen Überempfindlichkeitsreaktionen (v. a. bei manifester Thrombozytopenie) kontraindiziert. Bei Katzen darf das Mittel auch nicht bei Diabetes mellitus eingesetzt werden, bei Menschen und Katzen sollte bei Schwangerschaft oder Laktation auf die Anwendung verzichtet werden.
Der Wirkstoff könnte den Schilddrüsenhormonspiegel beim Ungeborenen oder bei einem durch die Muttermilch ernährten Kleinkind negativ beeinflussen.

## Nebenwirkungen
Die Nebenwirkungen sind dosisabhängig und treten deshalb vor allem bei Behandlungsbeginn auf, da hier mit höheren Dosen gearbeitet wird. Die Nebenwirkungen sind reversibel, verschwinden also mit Absetzen des Präparats wieder.
Beim Menschen häufig auftretende Nebenwirkungen sind allergische Reaktionen (wie Quaddeln, Hautausschlag und Juckreiz); gelegentlich kommt es zu Übelkeit und Erbrechen, Durchfall oder Agranulozytose (in 0,3 bis 0,6 % der Fälle), selten zu Störungen beim Geschmacksempfinden oder Arzneimittelfieber. In Einzelfällen kann es zu Muskel- und Gelenkschmerzen, Gelbsucht, Gallestau, Lymphknotenerkrankungen, Speicheldrüsenschwellungen, Entzündungen der Leber, Nieren, oder Bauchspeicheldrüse, Gefäß- oder Nervenentzündung, Verminderung der Blutplättchen und Blutzellen, Nervenerkrankungen, Missempfindungen, Wassereinlagerungen im Gewebe, Haarausfall, Immunerkrankungen (Lupus erythematodes) oder schweren Überempfindlichkeitsreaktionen (Erythema exsudativum multiforme) kommen.
Bei Katzen werden bei etwa 20 % der Patienten Nebenwirkungen beobachtet. Dabei können Erbrechen, Anorexie, Lethargie, schwerer Juckreiz und Hautläsionen an Kopf und Nacken auftreten. Eine erhöhte Blutungsneigung und Gelbsucht sowie Blutbildveränderungen können auftreten, weshalb das Blutbild regelmäßig kontrolliert werden muss.

## Synthese
Die Synthese von Thiamazol gelingt einfach in einer zweistufigen Synthese. Im ersten Schritt wird das Aminoacetaldehyddiethylacetal mit Methylisothiocyanat in einer Additionsreaktion umgesetzt. Das resultierende Thioharnstoffderivat wird dann mittels Schwefelsäure zur Zielverbindung unter Abspaltung von Ethanol cyclisiert.

## Chemische Eigenschaften
Das Imidazol-Derivat Thiamazol ist ein weißes bis mattbraunes, kristallines Pulver mit charakteristischem Geruch. Der Siedepunkt liegt bei 280 °C (Zersetzung). Thiamazol ist löslich in Wasser, Ethanol und Chloroform, jedoch kaum löslich in Ether. Thiamazol kann in zwei tautomeren Formen auftreten. Dabei ist die Thionstruktur gegenüber der Thiolstruktur energetisch begünstigt.
Thiamazol tritt in zwei polymorphen Kristallformen auf, die sich hinsichtlich der Wasserstoffbrückenbindungen zwischen den Molekülen im Kristallgitter unterscheiden. Die Form I kristallisiert im triklinen Kristallsystem mit der Raumgruppe P–1. Die farblosen Kristalle haben eine Dichte von 1,353 g·cm−1. Die Form II kristallisiert im monoklinen Kristallsystem mit der Raumgruppe P21/c. Die Kristalle sind gelb gefärbt und besitzen eine Dichte von 1,325 g·cm−1.

## Formulierungen
Galenische Zubereitungen sind Injektionslösungen und Tabletten.

## Handelsnamen
Monopräparate
Favistan (D), Methizol (D), Thyrozol (D), Generika (D, A)
Tiermedizin
Felimazole, Felidale, Thiamatab, Thyronorm, Apelka